# Akileos
Akileos est une maison d'édition indépendante spécialisée dans la bande dessinée fondée en 2002 par Emmanuel Bouteille et Richard Saint-Martin. C'est notamment l'éditeur francophone de L'Âge de bronze, bande dessinée historique à succès d'Eric Shanower, de la dernière adaptation en bande dessinée de la série télévisée Doctor Who et de plusieurs recueils d'EC Comics (Frontline Combat, Crime SuspenStories, Tales from the Crypt, etc.). Son catalogue se compose pour moitié d'auteurs américains (Ted Naifeh, Eric Shanower), pour moitié d'auteurs européens (Guillaume Griffon, Ronan Toulhoat, Mara) dont des auteurs d'Allemagne.
Bien que son nom soit un hommage à la bande dessinée franco-belge Achille Talon, Akileos se caractérise par le grand éclectisme de sa production : bandes dessinées jeunesse (Amulet), fantastiques ou historiques (L'Âge de Bronze), thrillers (Queen & Country), parodies de manga (Dragon Fall), bandes dessinées introspectives (Le Nao de Brown), etc. Le format est également varié, comprenant des œuvres en noir et blanc et en couleur, de l'artbook (L'Art de Peter de Sève) et de la bande dessinée traditionnelle.

## Jeux de rôle
En 2022, Akileos se lance dans l'édition de jeux de rôle sur table avec un financement participatif pour l'édition française de Dungeon Crawl Classic.
Autre gammes de jeux :
- Zweihänder, un jeu de rôle de dark fantasy
- Delta Green, un jeu dans l'univers de Cthulhu, en collaboration avec les éditions du Matagot
- Root, un jeu de rôle adaptation du jeu de plateau éponyme en collaboration avec les éditions du Matagot[4]

### Documentation
- Bénédicte Coudière, « Akileos », L'Avis des bulles, no 200,‎ décembre 2016, p. 12-13 (ISSN 1268-3981).